# Sinagoga de Plòvdiv
La sinagoga de Plòvdiv és una sinagoga a la ciutat de Plòvdiv situada a Bulgària. Aquest edifici religiós és una de les dues sinagogues que romanen actives fins avui a Bulgària (juntament amb la Sinagoga de Sofia). D'acord amb la recerca arqueològica una sinagoga hauria estat construïda en l'antiga Filipòpolis que data del regnat de l'emperador Alexandre Sever en la primera meitat del segle tercer.